# Ioannis Kapodistrias

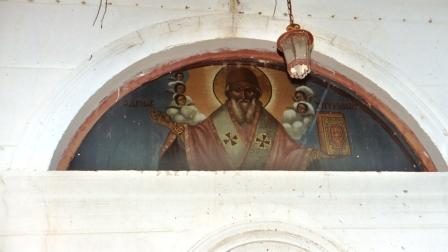
Imagen de San Spyridon, lugar donde fue asesinado Ioannis Kapodistria.

El conde Ioannis Kapodistrias, también conocido en español como Juan Antonio Capo d'Istria (en griego: Ιωάννης Καποδίστριας) (Corfú, 11 de febrero de 1776 - Nauplia, 9 de octubre de 1831) fue diplomático del Imperio ruso y luego el primer jefe de Estado de la Grecia independiente.

## Primeros años de vida
Ioannis Kapodistrias nació en Corfú, una de las Islas Jónicas, por ese entonces bajo el dominio de la República de Venecia. En la Universidad de Padua (Italia) cursó estudios de medicina, filosofía y leyes. Fue siempre un pensador liberal y un verdadero demócrata, a pesar de haber nacido en el seno de una familia noble. Su título fue creado por el duque de Saboya para uno de sus ancestros y es original de la ciudad de Capodistria llamada hoy Koper y ubicada en Eslovenia. El Conde Kapodistrias fundó en 1802 la "Asociación Nacional Médica" en la que fue un activo miembro. Durante la ocupación turca de Corfú tenía el cargo de director del hospital militar.

## Vida pública
En 1801 el Imperio Ruso y el Turco reconocieron a las siete islas Jónicas como un Estado independiente gobernado por sus nobles, la República Septinsular (Επτάνησος Πολιτεία). Con 25 años Kapodistrias se convirtió en uno de los dos ministros de la república, escuchó atentamente a su pueblo y comenzó una serie de reformas democráticas a la "Constitución Bizantina" que la coalición ruso-turca les había impuesto. En 1803 el nuevo senado eligió unánimemente al Conde Gran Ministro y se encargó poniendo especial énfasis en la educación.
Tras la disolución de la República Septinsular, en 1809 Kapodistrias se puso al servicio del Zar Alejandro I. Su primera misión la desempeñó en noviembre de 1813 cuando visitó Suiza para averiguar la situación del país con la ocupación de los ejércitos de Napoleón Bonaparte. Durante el Congreso de Viena de 1815 actuó como ministro ruso y contuvo las influencia del ministro austriaco.
El Conde volvió a las Islas Jónicas durante la dominación británica y en el año 1818 y 1819 viajó a Londres a discutir la situación de su tierra. Los ingleses afirmaron que esta zona no era un asunto ruso. Kapodistrias llegó a ser cada vez más activo en ayuda de la independencia griega, y en 1822 dimitió de su cargo como Ministro de Asuntos Exteriores.
En 1827, la Asamblea de Trezena lo eligió presidente de Grecia. Asumió su cargo en enero de 1828. Como presidente, Kapodistrias trató de conseguir el máximo territorio para el nuevo Estado, el territorio asignado comprendía menos de un tercio de la población griega del imperio otomano al estallar la guerra. Trató de sentar las bases de una administración estatal. Dentro de las conversaciones que llevaron a la independencia, se estableció que Grecia sería una monarquía hereditaria, encarnada en algunas de las dinastías europeas reinantes. Kapodistrias tenía la convicción de que el país no estaba todavía preparado para su autogobierno, manteniendo un gobierno de estilo autoritario que menospreció las élites de la sociedad griega, granjeándose enemigos muy influyentes. Murió asesinado en 1831 por Giorgios Constantino Mavromijalis, miembro del poderoso clan maniota del Peloponeso. Tras su muerte, fue nombrado gobernador griego su hermano Augustinos Kapodistrias, que ejerció el cargo durante seis meses, en los que el país cayó de nuevo en una etapa anárquica.

## Honores
La Universidad de Atenas lleva el nombre oficial de Universidad Nacional y Capodistriaca de Atenas en su honor, al igual que el aeropuerto internacional de Corfú. Su rostro aparece en la cara nacional de la moneda de 20 céntimos de euro de Grecia.
| Predecesor: Ninguno | jefe de Estado de Grecia (Gobernador) 1828 - 1832 | Sucesor: Augustinos Kapodistrias |